# Caquetaia myersi
Caquetaia myersi és una espècie de peix de la família dels cíclids i de l'ordre dels perciformes.

## Morfologia
- Els mascles poden assolir 19 cm de longitud total.[1][2]

## Hàbitat
És una espècie de clima tropical entre 22 °C-30 °C de temperatura.

## Distribució geogràfica
Es troba a Sud-amèrica: conques dels rius Putumayo i Napo (conca del riu Amazones).

## Observacions
No és un peix conegut en aquariofília.